# Le Quartanier
Le Quartanier est une maison d'édition francophone fondée à Montréal en septembre 2002 par Éric de Larochellière et Christian Larouche. Ses livres sont distribués au Canada et en France. En 2013, La Presse qualifiait l'entreprise d'« acteur essentiel du paysage littéraire québécois en mettant de l'avant des œuvres exigeantes mais accessibles ».
Le Quartanier publie des œuvres de fiction, de poésie et des essais dans dix collections distinctes : « Série QR », « Phacochères », « Erres Essais », « OVNI », « NOVA », « Polygraphe », « La table des matières », « Porc-épic », « Parallèle » et « Écho ». Éditeur d'une revue éponyme de 2003-2007 (interrompue après sept numéros), Le Quartanier publie à partir de 2008 OVNI Magazine, périodique consacré à la littérature, à l'art, à la bande-dessinée et au cinéma. Si la Revue le Quartanier accordait une place prépondérante à la création littéraire, OVNI Magazine s'attarde davantage aux textes critiques et aux entretiens d'auteur. OVNI Magazine cesse à son tour ses activités après le quatrième numéro, au printemps 2010.

## Auteurs
|   | Nom                             |
| - | ------------------------------- |
| A | Gilles Amalvi                   |
| A | Samuel Archibald                |
| A | Mathieu Arsenault               |
| B | Ludovic Bablon                  |
| B | Isabelle Baez                   |
| B | Joël Baqué                      |
| B | Ariane Bart                     |
| B | Laurie Bédard                   |
| B | Mathieu Bergeron                |
| B | Christophe Bernard              |
| B | Claude Bernier                  |
| B | Mathieu K. Blais                |
| B | Mathieu Boily                   |
| B | Érik Bordeleau                  |
| B | Fabrice Bothereau               |
| B | Hervé Bouchard                  |
| B | Dany Boudreault                 |
| B | Renée Bourassa                  |
| B | Antoine Boute                   |
| B | Antoine Brea                    |
| B | Patrick Brisebois               |
| C | Arno Calleja                    |
| C | André Carpentier                |
| C | Jean-Philippe Chabot            |
| C | Philippe Charron                |
| C | Le collectif Cité Selon         |
| C | Jean-François Chassay           |
| C | Stéfanie Clermont               |
| C | Éric Clémens                    |
| C | Anne Élaine Cliche              |
| C | Loge Cobalt                     |
| C | Carle Coppens                   |
| C | Guillaume Corbeil               |
| C | Grégoire Courtois               |
| D | Kevin Davies                    |
| D | Elaine Després                  |
| D | Thierry Dimanche                |
| D | Charles Dionne                  |
| D | Hugo Duchesne                   |
| D | Antoine Dufeu                   |
| E |                                 |
| F | Helen Faradji                   |
| F | Alain Farah                     |
| F | Guillaume Fayard                |
| F | Corey Frost                     |
| G | Louis Gagné                     |
| G | Martin Gagnon                   |
| G | Renée Gagnon                    |
| G | Clément de Gaulejac             |
| G | Vickie Gendreau                 |
| G | Bertrand Gervais                |
| G | Daniel Grenier                  |
| G | Gottfried Gröll                 |
| H | Karine Hubert                   |
| H | Céline Huyghebaert              |
| I |                                 |
| J |                                 |
| K | Julien de Kerviler              |
| L | Annie Lafleur                   |
| L | Catherine Lalonde               |
| L | Vincent Lambert                 |
| L | Charles-Philippe Laperrière     |
| L | Marc Larivière (illustrateur)   |
| L | Stéphane Larue                  |
| L | Mylène Lauzon                   |
| L | Bertrand Laverdure              |
| L | David Leblanc                   |
| L | Perrine Leblanc                 |
| L | Simon Leduc                     |
| L | Alban Lefranc                   |
| L | Sophie Létourneau               |
| L | Fabien Loszach                  |
| M | Xavière Mackay                  |
| M | Pasha Malla                     |
| M | Pierre Ménard                   |
| M | Frédéric Pontonnier Meny        |
| M | William S. Messier              |
| M | Christof Migone                 |
| M | Alexie Morin                    |
| N | Michel Nareau                   |
| N | Nathanaël (pseudonyme)          |
| N | bp Nichol                       |
| N | Patrick Nicol                   |
| P | Geneviève Pettersen             |
| P | Marc-Antoine K. Phaneuf         |
| P | Éric Plamondon                  |
| P | Pierre Popovic                  |
| P | Patrick Poulin                  |
| P | Daniel Pozner                   |
| R | Emmanuel Régniez                |
| R | Martin Richet                   |
| R | François Rioux                  |
| R | Jocelyn Robert                  |
| R | Samuel Rochery                  |
| R | Julie Rocheleau (illustratrice) |
| R | Maggie Roussel                  |
| R | Patrick Roy                     |
| R | Lucille Ryckebusch              |
| S | Steve Savage                    |
| S | Franz Schürch                   |
| T | Vincent Tholomé                 |
| T | Patrick Tillard                 |
| T | Michaël Trahan                  |
| T | David Turgeon                   |
| U |                                 |
| V | Dauphin Vincent                 |
| W | Barrett Watten                  |
| W | Gilles Weinzaepflen             |
| W | Jacob Wren                      |
| X |                                 |
| Y |                                 |
| Z | Xki Zone                        |
| Z | Christian Zorka                 |